# Droga wojewódzka 311
Die Droga wojewódzka 311 (DW 311) ist eine sechs Kilometer lange Droga wojewódzka (Woiwodschaftsstraße) in der polnischen Woiwodschaft Großpolen, die Kawczyn mit Czempiń verbindet. Die Strecke liegt im Powiat Kościański.

## Streckenverlauf
Woiwodschaft Großpolen, Powiat Kościański
-  Kawczyn (Weidenau) (DK 5)
- Jasień (Jasin)
- Piotrkowice (Petersdorf)
-  Czempiń (Czempin, Tschempin) (DW 310)